# Günter Sieber

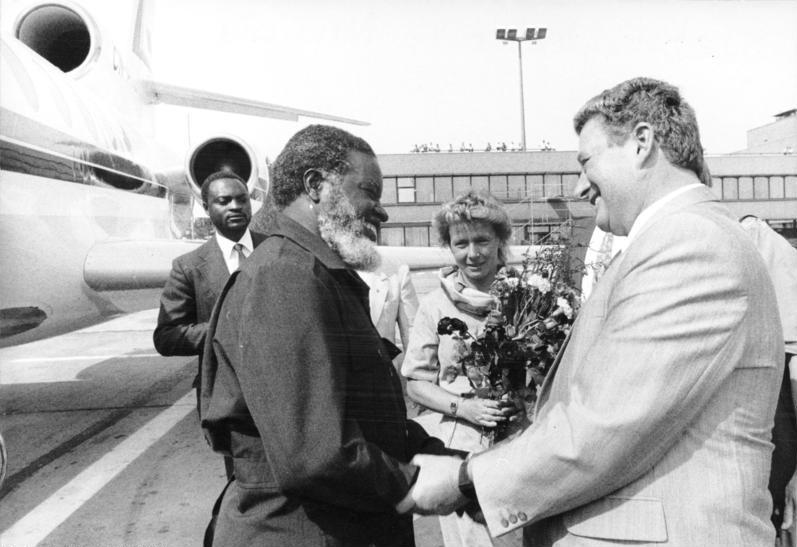
Günter Sieber wraz z Samem Nujomą w sierpniu 1989

Günter Sieber (ur. 11 marca 1930 w Ilmenau, zm. 26 listopada 2006 w Berlinie) – niemiecki dyplomata i działacz państwowy, minister handlu i aprowizacji (1965–1972), ambasador NRD w Polsce (1972–1980).

## Życiorys
W młodości zatrudniony w leśnictwie, w latach 1949–1950 ukończył kurs w Niemieckiej Akademii Nauki o Państwie i Prawie w Poczdamie. W 1949 został zatrudniony w Ministerstwie Planu Gospodarczego, następnie w Państwowej Komisji Planowania (m.in. jako sekretarz partyjny). W latach 1962–1963 sprawował funkcję wiceprzewodniczącego Centralnej Komisji ds. Kontroli Państwowej przy Radzie Ministrów NRD, następnie pierwszego wiceprzewodniczącego Komitetu Inspekcji Robotniczo-Chłopskiej (1963–1965). Zasiadał we władzach SED (m.in. w latach 1963–1967 jako członek Centralnej Komisji Rewizyjnej, następnie jako zastępca członka i członek KC SED oraz szef Wydziału Stosunków Międzynarodowych KC). 
Po ukończeniu studiów zaocznych w Centralnym Instytucie Socjalistycznego Zarządzania Gospodarką objął obowiązki ministra handlu i zaopatrzenia (1965–1972). W latach 1972–1980 pełnił misję jako ambasador NRD w Polsce. Od 1981 do 1990 zasiadał w Izbie Ludowej, gdzie był członkiem Komisji Spraw Zagranicznych. Na jesieni 1989 sprawował funkcję zastępcy członka Biura Politycznego KC SED i sekretarza KC. 
W 1979 został odznaczony Srebrnym Orderem Zasługi dla Ojczyzny.